# سبزه‌میدان (ساری)
سبزه‌میدان یا میدان شهرداری نام میدانی در شهر ساری است. این پارک به پیشنهاد اعتماد السلطنه در ۱۲۷۵ قمری در کنار دارالحکومه شهر ساری ساخته شد و از آغاز به سبزه میدان مشهور شد.